# Triston McKenzie
Triston Andrew McKenzie (Brooklyn, Nueva York, 2 de agosto de 1997), más conocido como Triston McKenzie, es un jugador profesional estadounidense de béisbol que se desempeña en la posición de lanzador en Cleveland Guardians, equipo de las Grandes Ligas de Béisbol (MLB).

## Carrera
En 2020, McKenzie hizo su debut en la MLB con el equipo Cleveland Guardians, donde lleva jugando cinco temporadas.